# Арнольд, Ева
Е́ва А́рнольд (англ. Eve Arnold — Ив А́рнолд; 21 апреля 1912 года, Филадельфия — 4 января 2012 года, Лондон) — американский фотограф и фотожурналист, первая женщина член агентства Magnum Photos (с 1957).

## Биография
Арнольд (в девичестве Коэн) родилась в Филадельфии, штат Пенсильвания, в семье евреев—эмигрантов из России. Родители — Уильям (до эмиграции — Велвл Склярский, раввин) и Бесси Коэн (до эмиграции — Бася Лашинер). Её увлечение фотографией началось в 1946, когда она выполняла заказ для завода в Нью-Йорке. Первые шаги в профессиональной фотографии сделала в журнале Harper’s Bazaar в 1948 под руководством его арт-директора Алексея Бродовича. Работала в Китае, ЮАР, России, Афганистане.
Получила известность серией снимков Мэрилин Монро. Также фотографировала Марлен Дитрих, Джоан Кроуфорд, Элизабет Тейлор, Кларка Гейбла, Малькольма Икс, Жаклин Кеннеди, Маргарет Тетчер, королеву Елизавету и др.
С 1961 вместе с сыном переехала в Лондон, где работала для The Sunday Times и была важной частью мира британской фотографии.
В 1980 году в Нью-Йорке в Бруклинском музее была организованна выставка Евы Арнольд, на ней были представлены снимки сделанные в Китае.
В 1995 году ее признали членом Королевского фотографического общества. Ева Арнольд является одним из творцов «золотого века новостной фотографии», ассоциирующегося с такими изданиями, как Life и Look.

## Наиболее известные снимки
- Marilyn Monroe, 1960.
- Horse Training for the Militia in Inner Mongolia, 1979.
- Jacqueline Kennedy arranging flowers with daughter Caroline, 1961.

## Альбомы
- The Unretouched Woman, 1976.
- Flashback: The 50’s, 1978.
- In China, 1980.
- In America, 1983.
- Marilyn for Ever, 1987.
- Marilyn Monroe: An Appreciation, 1987.
- All in a Day’s Work, 1989.
- The Great British, 1991.
- In Retrospect, 1995.
- Film Journal, 2002.
- Handbook, 2004

## Полученные награды
- Honorary Degree of Doctor of Science, University of St. Andrews, Scotland, 1997.
- Honorary Degree of Doctor of Letters, Staffordshire University.
- Doctor of Humanities, Richmond, the American International University in London.
- Master Photographer, International Centre of Photography, NYC.
- Почётный офицер Ордена Британской Империи